# مرغ باران خاکستری
مرغ باران خاکستری (نام علمی: Procellaria cinerea) نام یک گونه از تیره کبوتردریاییان است.